# Шаповалов Георгій Георгійович
Георгій Георгійович Шаповалов (20 квітня 1902, село Успенка, тепер селище Лутугинського району Луганської області — липень 1976, Київ) — український радянський діяч, міністр місцевої паливної промисловості Української РСР.

## Біографія
Трудову діяльність розпочав у 1915 році робітником збагачувальної фабрики Павлівського рудника Катеринославської губернії.
З 1919 року — в Червоній армії, учасник Громадянської війни в Росії.
Член РКП(б) з 1924 року.
У 1929 році закінчив Донецький гірничий інститут у місті Сталіно.
У 1929—1940 роках займав ряд інженерних посад на шахтах Донбасу.
У 1940—1941 роках — завідувач відділу вугільної промисловості Сталінського обласного комітету КП(б)У.
З лютого 1941 року — народний комісар місцевої паливної промисловості Української РСР.
З 1941 року — в Червоній армії, учасник німецько-радянської війни. Служив уповноваженим Військової ради 6-ї армії.
У 1942—1943 роках — завідувач відділу вугільної промисловості Московського обласного комітету ВКП(б).
У листопаді 1943 — 10 січня 1949 року — народний комісар (міністр) місцевої паливної промисловості Української РСР. Потім займав ряд відповідальних керівних посад в системі Міністерства місцевої і паливної промисловості Української РСР.
З 1957 року — персональний пенсіонер у місті Києві, де й помер у липні 1976 року.

## Звання
- капітан інтендантської служби
- військовий інженер 2-го рангу

## Нагороди
- орден Леніна (23.01.1948)
- орден Трудового Червоного Прапора
- орден «Знак Пошани»
- ордени
- медаль «За перемогу над Німеччиною у Великій Вітчизняній війні 1941—1945 рр.» (1945)
- медалі